# نفرون
گُردیزه یا نفرون ساختاری میکروسکوپی و واحد عملکردی کلیه است. این ساختار از یک جسمک کلیوی و یک توبول کلیوی تشکیل شده. جسمک کلیوی شامل دسته‌ای از مویرگ‌ها به نام گلومرول و کپسول بومن است که گلومرول‌ها را در بر می‌گیرد. توبول کلیوی از کپسول بیرون زده و گسترش می‌یابد. کپسول و توبول به هم متصل اند، و از سلول‌های اپی‌تلیال، همراه با لومن تشکیل شده‌است. یک شخص بالغ سالم، حدود ۱ تا ۱٫۵ میلیون نفرون در هر کلیه دارد.: 22  خون با عبور از سه لایه تصفیه می‌شود: سلول‌های اندوتلیال دیواره مویرگی، غشای پایه‌ای اش، و بین زائده‌های پودوسیت‌های واقع در مرز کپسول. توبول دارای مویرگ‌های دور لوله‌ای است که بین بخش‌های صعودی و نزولی توبول قرار می‌گیرند. با جاری شدن سیال از کپسول به سمت پایین توبول، توسط سلول‌های اپیتلیالی واقع در مرز توبول پردازش می‌شود: آب بازجذب شده و مواد تبادل پیدا می‌کنند (برخی اضافه شده، برخی برداشته می‌شوند)؛ این تبادل ابتدا با مایعات برون سلولی خارج از توبول‌ها انجام شده، سپس از طریق سلول‌های اندوتلیال واقع در مرز مویرگ‌ها، با پلاسمای مجاور مویرگ‌های دور توبولی تبادل صورت می‌پذیرد. چنین پردازشی، حجم سیالات بدن و همچنین سطح بسیاری از مواد بدن را تنظیم می‌کند. در پایان توبول، سیال باقیمانده، یعنی همان ادرار، خارج می‌گردد؛ ادرار از آب، زوائد متابولیکی، و توکسین‌ها تشکیل می‌شود.
در هر دقیقه ۵۰۰ سیسی پلاسما وارد نفرون شده و تنها ۱۰۰ سی سی از آن پالایش می‌گردد. با نگرش به این که در همین مدت تنها کمتر از ۱ سی سی ادرار پایه‌ریزی می‌گردد، بنابراین بیشتر از ۹۹٪ از آبی که وارد کپسول بومن شده‌است، در عمل باز جذب به خون بازگشت داده می‌شود. مهم‌ترین عمل کلیه‌ها در انسان و پستانداران دفع مواد نیتروژن دار مانند اوره است. نفرون‌ها می‌توانند اوره را تا صد برابر در ادرار افزایش دهند؛ ولی اگر میزان آن در ادرار به ۵ درصد برسد فرآوری مسمومیت می‌کند.

## چگونگی پایه‌ریزی ادرار در نفرون
تراوش گلومرولی: بخشی از پلاسما که از گلومرول می‌گذرد، از غشای کپسول بومن پالایش می‌شود. در پالایه گلومرولی، سلول خونی، درشت مولکول‌ها و پروتئین وجود ندارند. همچنین در این مرحله هیچ‌گونه گزینشی در داخل شدن مواد به درون کپسول بومن انجام نمی‌شود. بلکه تراوش تابع فشار هیدروستاتیک و درشتی یا ریزی مولکول‌ها است.
بازجذب: در این مرحله که در محل شبکه دوم مویرگی صورت می‌گیرد، مواد مورد نیاز بدن همانند آب، گلوکز و اسید آمینه دوباره به خون برگشت داده می‌شوند. این عمل را باز جذب می‌نامند.
ترشح: افزون بر جذب دوباره، لوله‌های نفرونی می‌توانند ترشح نیز انجام دهند. در این کار برخی از مواد به دست سلول‌های پوسته لوله‌های نفرون ترشح می‌گردند. کراتینین، پتاسیم و هیدروژن از این مواد هستند. کراتینین یک ماده نیتروژن دار است و از تجزیه کراتین موجود در سلول‌های مغزی و عضلانی به وجود می‌آید.
ترشح کراتینین به ویژه از دید بررسی کار کلیه‌ها اهمیت دارد. هیدروژنی که به چرایی فرآوری اسید در اعمال متابولیسمی ایجاد می‌شود، اگر در مایعات بدن انباشته شود فرآوری اسیدوز می‌نماید. پتاسیم گرچه از لوله‌های ابتدایی نفرون جذب دوباره می‌گردد، در لوله‌های انتهایی به ادرار تراوش می‌شود و از بالا رفتن غلظت آن در مایعات بیرون سلولی که خطرناک است جلوگیری می‌نماید.

## نگارخانه

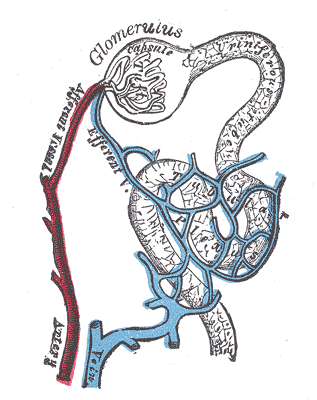
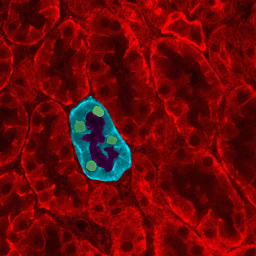
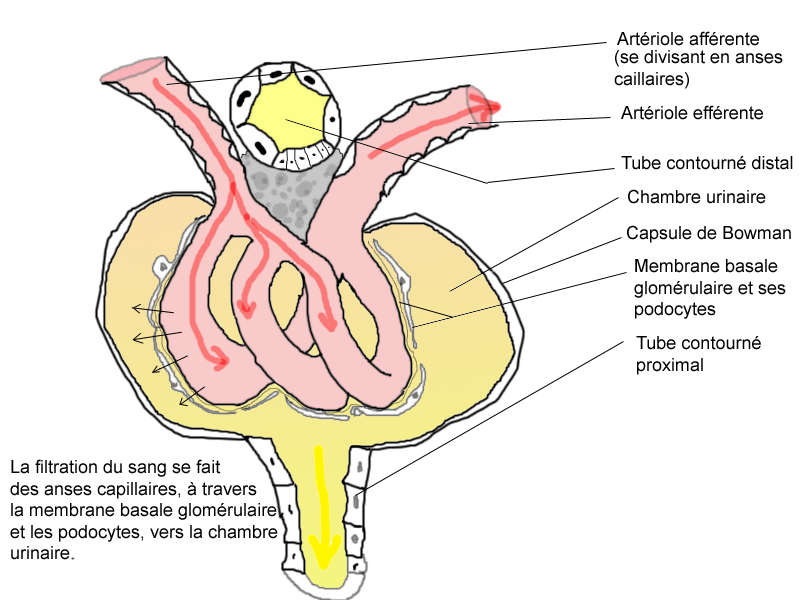